# Bousculade de Naina Devi de 2008
La bousculade de Naina Devi de 2008 est une bousculade ayant fait 146 morts et 150 blessés dans un temple à Naina Devi dans l'Himachal Pradesh, le 3 août 2008. Le mouvement de foule est lié à la peur d'un mouvement de terrain, lors d'un effondrement d'un abri. Les croyants sur les lieux étaient environ 3 000, venus pour célébrer un festival de 9 jours.  